# Раннунген
Раннунген (нім. Rannungen) — громада в Німеччині, розташована в землі Баварія. Підпорядковується адміністративному округу Нижня Франконія. Входить до складу району Бад-Кіссінген. Складова частина об'єднання громад Масбах.
Площа — 17,34 км2. Населення становить 1134 ос. (станом на 31 грудня 2020).